# Norsk Republikansk Allianse
Norsk Republikansk Allianse, forkortet NRA, er et norsk politisk parti som stillede til valg i Sør-Trøndelag i 2005, hvor det fik 92 stemmer. Partiet forsøgte også forgæves at stille op i flere andre fylker.
NRA blev grundlagt af en tidligere Senterparti politiker, officeren og godsejeren Erlend Skattem fra Storfosna. Blandt partiets udtalte forbilleder er Kåre Willoch, Vladimir Putin og Lee Iaccoca. Afskaffelse af monarkiet er blandt mærkesagerne. Partiet ønsker også billigere mad og benzin, og er skeptiske overfor indvandring af frygt for, at de norske kulturværdier vil forsvinde. NRA er også mod norsk krigsdeltagelse i udlandet og ser skeptisk på den måde NATO har udviklet sig på efter terrorangrebet den 11. september 2001.